# Базико
Базико (итал. Basicò) — коммуна в Италии, располагается в регионе Сицилия, в провинции Мессина.
Население коммуны составляет 681 человек (2008 г.), плотность населения составляет 68 чел./км². Занимает площадь 11 км². Почтовый индекс — 98060. Телефонный код — 0941.
Покровителем населённого пункта считается святой Франциск Ассизский.

## Демография
Динамика населения:

## Администрация коммуны
- Официальный сайт: http://www.comune.basico.me.it/